# José Luandino Vieira
José Luandino Vieira, pseudònim literari de José Vieira Mateus da Graça (Vila Nova de Ourém, Portugal, 4 de maig de 1935) és un escriptor angolès.

## Biografia
Nascut a Portugal, va passar la joventut a Luanda, on va acabar els estudis secundaris. Durant la Guerra Colonial, va combatre a les files del MPLA, tot contribuint a la creació de la República Popular d'Angola. Detingut per la Policia Política Portuguesa per primer cop el 1959, va ser un dels acusats del Procés dels 50, i va ser condemnat a catorze anys de presó el 1961. Abans, la Societat Portuguesa d'Autores, presidida per Manuel da Fonseca, va concedir-li el Premi Camilo Castelo Branco per la seva obra Luuanda; això va provocar el desmantellament de la SPA. Luandino Vieira va complir la pena de presó a Campo do Tarrafal, a Cap Verd, fins al 1972, any en què tornà a Portugal amb residència vigilada a Lisboa.
El 1975 tornà a Angola, on va ocupar els càrrecs de director de la Televisió Popular d'Angola (1975-1978), director del Departament d'Orientació Revolucionària de l'MPLA (1975-1979) i de l'Institut Angolès de Cinema (1979-1984), cofundador de la Unió d'Escriptors Angolesos, de la qual va ser secretari general (1975-1980 i 1985-1992) i secretari general adjunt de l'Associació d'Escriptors Afroasiàtics (1979-1984). Amb la decepció de les primeres eleccions lliures, el 1992, i el reinici de la guerra civil angolesa, tornà a Portugal. Es va establir a la regió del Miño, on es dedica a l'agricultura.
El 2006 se li va concedir el Premi Camões, el més important en llengua portuguesa. Tot i així, va refusar el premi tot al·legant «motius íntims i personals», segons un comunicat de premsa. Entrevistes posteriors aclariren que l'autor no va acceptar el premi per considerant-se un escriptor mort i, com a tal, el Premi s'hauria d'entregar a algú que continués produint. Tot i això, el 2006 publicà dos nous llibres.
Escritor Galego Universal (2021) per la AELG.

## Obres

### Contes
- A cidade e a infância 1957; 1986
- Duas histórias de pequenos burgueses 1961
- Luuanda 1963; 2004
- Vidas novas 1968; 1997
- Velhas estórias 1974; 2006
- Duas estórias 1974
- No antigamente, na vida 1974; 2005
- Macandumba 1978; 2005
- Lourentinho, Dona Antónia de Sousa Neto & eu 1981; 1989
- Estória da baciazinha de Quitaba 1986

### Novel·les
- A vida verdadeira de Domingos Xavier 1961 ; 2003
- João Vêncio. Os seus amores 1979 ; 2004
- Nosso Musseque 2003
- Nós, os do Makulusu 1974; 2004
- O livro dos rios, 1º vol. de la trilogia De rios velhos e guerrilheiros 2006